# Station Ognica
Station Ognica is een spoorwegstation in de Poolse plaats Ognica.